# Augyles rejseki
Augyles rejseki is een keversoort uit de familie oevergraafkevers (Heteroceridae). De wetenschappelijke naam van de soort is voor het eerst geldig gepubliceerd in 1999 door Skalický.